# سفارة أفغانستان في مصر
سفارة أفغانستان في مصر هي أرفع تمثيل دبلوماسي لدولة أفغانستان لدى مصر. تقع السفارة في حي مصر الجديدة وهي تهدف لتعزيز المصالح الأفغانية في مصر.

## وصلات خارجية
- قائمة سفارات أفغانستان
- قائمة السفارات في مصر